# Ed Gilbert
Ed Gilbert (Edmund Francis Giesbert) est un acteur et entomologiste américain né le 29 juin 1931, et décédé le 8 mai 1999 à Beverly Hills (Los Angeles).

## Filmographie
- 1964 : 36 Heures avant le débarquement (36 Hours) : Capt. Abbott
- 1971 : Johnny s'en va-t-en guerre (Johnny Got His Gun) : Priest
- 1973 : Howzer : Edward Carsell
- 1973 : La Voix du vampire (The Norliss Tapes) (TV) : Sid Phelps (coroner)
- 1973 : Incident at Vichy (TV) : First Detective
- 1977 : The Hardy Boys/Nancy Drew Mysteries (série télévisée) : Fenton Hardy (1977-79)
- 1982 : K2000 (Knight Rider) (TV) : Charles Acton
- 1984 : Transformers (série télévisée) : Blitzwing / Superion (II) / Thrust (voix)
- 1985 : Kissyfur (série télévisée) : Gus (voix)
- 1985 : G.I. Joe (série télévisée) : Gen. Hawk (voix)
- 1985 : Jem (série télévisée) : Dirk Hayes / Additional voices (voix)
- 1986 : InHumanoids (en) (série télévisée) : Metlar / Senator Masterson (voix)
- 1986 : InHumanoids: The Movie (voix)
- 1986 : The Centurions (en) (série télévisée) : Hacker (voix)
- 1986 : Rambo (série télévisée) : Additional Voices (voix)
- 1986 : La Guerre des robots (Transformers: The Movie) : Blitzwing (voix)
- 1986 : Transformers: Five Faces of Darkness (vidéo) : Blitzwing / Thrust (voix)
- 1986 : G.I. Joe: Arise, Serpentor, Arise! (TV) : Gen. Hawk (voix)
- 1987 : G.I. Joe: The Movie (vidéo) : General Hawk (voix)
- 1987 : BraveStarr (série télévisée) : Thirty-Thirty / Shaman (voix)
- 1988 : Scooby-Doo et le Rallye des monstres (Scooby-Doo and the Reluctant Werewolf) (TV) : Dr Jeckyll / Mr Hyde (voix)
- 1988 : A Pup Named Scooby-Doo (série télévisée) : Additional Voices (voix)
- 1989 : The Easter Story (vidéo) (voix)
- 1989 : La Petite sirène (The Little Mermaid) : Additional Voices (voix)
- 1990 : Peter Pan et les Pirates (Peter Pan and the Pirates) (série télévisée) : Smee (voix)
- 1990 : Don Coyote and Sancho Panda (série télévisée) : Additional Voices (voix)
- 1990 : G.I. Joe (série télévisée) : General Hawk (voix)
- 1990 : Bernard et Bianca au pays des kangourous (The Rescuers Down Under) : Francois (voix)
- 1990 : Captain Planet and the Planeteers (série télévisée) : Looten Plunder (1990-1993) (voix)
- 1991 : The Toxic Crusaders (en) (série télévisée) : Additional Voices (voix)
- 1991 : Pirates of Darkwater (série télévisée) : Additional Voices (voix)
- 1991 : James Bond Jr. (série télévisée) (voix)
- 1992 : Tom et Jerry: Le film (Tom and Jerry: The Movie) : Puggsy / Daddy Starling (voix)
- 1993 : Jonny's Golden Quest (en) (TV) (voix)
- 1993 : Batman, la vengeance du fantôme (Batman: Mask of the Phantasm) : Additional Voices (voix)
- 1994 : Gargoyles, le film : Les anges de la nuit (vidéo) : Captain (voix)
- 1994 : Aladdin (série télévisée) : Fasir (voix)
- 1994 : L'Irrésistible North (North) : Boris I'Aigle (voix)
- 1994 : Tattooed Teenage Alien Fighters from Beverly Hills (en) (série télévisée) : Emperor Gorganus (voix)
- 1994 : Richard au pays des livres magiques (The Pagemaster) : George Merry (voix)
- 1995 : Black Scorpion (TV) : Breathtaker (voix)
- 1995 : Freakazoid! (série télévisée) : Additional Voices (voix)
- 1996 : Father Frost : Robber Leader
- 1996 : Project G.e.e.K.e.R. (en) (série télévisée) : Additional Voices (voix)
- 1996 : Bruno the Kid (en) (série télévisée) : Additional Voices (voix)
- 1996 : Road Rovers (série télévisée) : Judge Fore (voix)
- 1998 : SubZero (vidéo) : Additional Voices (voix)
- 1998 : Scooby-Doo sur l'île aux zombies (Scooby-Doo on Zombie Island) (vidéo) : Mr Beeman (voix)
- 1999 : Aladdin and the Adventure of All Time (vidéo) (voix)